# Red Bull BC One
Red Bull BC One é uma competição mundial anual de Breaking (hip-hop) iniciado em 2004, patrocinado pela companhia austríaca Red Bull GmbH, no formato individual "1x1" em batalhas/duelos de dança do tipo mata-mata, com participação de dezasseis competidores, chamados b-boys e b-girls.
Os vencedores das competições regionais/nacionais e os melhores colocados do ano anterior, compõem o grupo final de dezesseis competidores. Em 2022 a final mundial voltará a capital mundial do breaking, a cidade de Nova Iorque.
Em 2007, foi produzido o filme "Turn it Loose", lançado em 2010.

## História

### Hip-Hop
Na década de 1970, após surgir em Nova Iorque a cultura hip-hop se espalhou rapidamente pelo mundo, tornando-se uma potência da música, dança e, arte. No Brasil, na década de 1980, dançarinos começaram a se reunir na estação São Bento do Metrô de São Paulo, para treinar passos de breaking e batalhar, surgindo então o rap paulista.

### BC One
O evento principal da RedBull foi realizado pela primeira vez em 2004 em Biel (Suíça), sempre no formato anual ocorrendo sempre em um local diferente: em 2005 ocorreu em Berlim (Alemanha); em 2006 na América em São Paulo (Brasil); em 2007 foi em Joanesburgo (África do Sul); em 2008 ocorreu em Paris (França); em 2009, a competição foi no local com maior história e relevância dentro da cultura breaking, a cidade de Nova Iorque (Estados Unidos); em 2010 em Tóquio (Japão); em 2011 desembarcou em Moscou (Rússia); em 2012 novamente no Brasil, na cidade do Rio de Janeiro; em 2013 em Seul (Coreia do Sul); em 2014 o evento retornou a França em Paris pela segunda vez; em 2015 foi em Roma (Itália); em 2016 o evento retorna ao Japão, agora na cidade de Nagoya; em 2017 muda-se para Países Baixos em Amsterdã; 2018 é a segunda vez que a Suíça recebe o evento após a primeira edição, mas desta vez em Zurique; em 2019 ocorreu em Mumbai (Índia); Em 2020 foi a vez da Áustria, pela primeira vez na história do BC One; Em 2022 a etapa mundial da competição voltará a cidade de Nova Iorque, onde o Brasil será representado pelos dançarinos Maia e Leony, após a etapa regional "BC One Cypher Brazil 2022" na cidade de São Paulo.
O DVD oficial do Red Bull BC One documenta anualmente todo o show e, lança no ano seguinte ao evento. No entanto, a produção ja foi criticada por dublar a música durante as apresentações e por apresentar um recorte de partes do evento.
Em 2007, Alastair Siddon produziu um filme documentário sobre a edição 2007 do campeonato Red Bull BC One, sendo lançado em março de 2010 com o título "Turn it Loose".

## Vencedores
| Edição | Cidade                      | Vencedor | Equipe/Crew                                   | Ref                 |
| ------ | --------------------------- | -------- | --------------------------------------------- | ------------------- |
| 2004   | Biel (Suíça)                | Omar     | Jive Turkeys / Miighty Zulu Kingz             | [ 9 ] [ 10 ]        |
| 2005   | Berlim (Alemanha)           | Lilou    | Pockemon Crew                                 | [ 6 ] [ 9 ] [ 10 ]  |
| 2006   | São Paulo (Brasil)          | Hong 10  | Drifterz / 7 Commandoz                        | [ 6 ] [ 9 ] [ 10 ]  |
| 2007   | Joanesburgo (África do Sul) | Ronnie   | Full Force / Super Cr3w / 7 Commandoz         | [ 6 ] [ 9 ] [ 10 ]  |
| 2008   | Paris (França)              | Wing     | Jinjo / 7 Commandoz                           | [ 6 ] [ 9 ]         |
| 2009   | Nova Iorque (EUA)           | Lilou    | Pockemon Crew                                 | [ 9 ]               |
| 2010   | Tóquio (Japão)              | Neguin   | Tsunami All-Stars                             | [ 9 ] [ 11 ] [ 12 ] |
| 2011   | Moscou (Rússia)             | Roxrite  | Renegade Rockers / Squadron                   | [ 9 ]               |
| 2012   | Rio de Janeiro (Brasil)     | Mounir   | Vagabonds                                     | [ 9 ]               |
| 2013   | Seul (Coreia do Sul)        | Hong 10  | Drifterz / 7 Commandoz                        | [ 9 ]               |
| 2014   | Paris (França)              | Menno    | Hustle Kidz / Def Dogs                        | [ 9 ]               |
| 2015   | Roma (Itália)               | Victor   | MF Kidz / Backyard Funk / Squadron            | [ 9 ]               |
| 2016   | Tóquio (Japão)              | Issei    | Foundnation                                   | [ 9 ]               |
| 2017   | Amsterdã (Países Baixos)    | Menno    | Hustle Kidz / Def Dogs                        | [ 9 ]               |
| 2018   | Zurique (Suíça)             | Lil Zoo  | Lhiba King Zoo / El Mouwahidin / Flying Steps | [ 9 ]               |
| 2019   | Mumbai (Índia)              | Menno    | Hustle Kidz / Def Dogs                        | [ 9 ]               |
| 2020   | Salzburgo (Áustria)         | Shigekix | KAKB / Bboy World Asia                        | [ 9 ]               |
| 2021   | Gdańsk (Polônia)            | Amir     | Predatorz                                     | [ 9 ]               |
| 2022   | Nova Iorque (EUA)           | Victor   | MF Kidz / Backyard Funk / Squadron            | [ 13 ]              |
| 2023   | Paris (França)              | Hong 10  | Flow XL / 7 Commandoz                         | [ 14 ]              |
| 2024   | Rio de Janeiro (Brasil)     | Menno    | Hustle Kidz / Def Dogs                        |                     |

## Edições

### 2023
Sede: Paris, França
Juízes: Flea Rock (The Street Masters / Skill Methodz); Movie One (Natural Moves); Dr. Hill (Unik Breakers); Babyson (Wanted Posse) e; Kill (Gamblerz / C.A.Y. Crew)
| Competidores | Equipe / Crew                                               | Cidade          |
| ------------ | ----------------------------------------------------------- | --------------- |
| Tiro         | Belgium With Attitude / Funky Belgian'z                     | Bruges          |
| Wigor        | Coolkidz Mob                                                | Varsóvia        |
| Phil Wizard  | United Rivals / 7 Commandoz                                 | Vancouver       |
| Hong 10      | Flow XL / 7 Commandoz                                       | Seul            |
| Issin        | Body Carnival / Okayama Bboyz / Never Enough                | Okayama         |
| Allef        | *No Crew                                                    | Brasília        |
| Kid Karam    | Smac 19 / Trinity Warriors                                  | Manchester      |
| X-Rain       | Chinese National Team / Skechers All Stars                  | Liaoning        |
| Kastrito     | Holookunz / Renegade Rockers                                | Guadalajara     |
| Dany Dann    | Vagabonds / 97X                                             | Guiana Francesa |
| Jeffro       | Rock All Day Crew / Monster Energy B-boys                   | Houston         |
| Lego Sam     | Brothergreen / Cypherz Kingz / Formless Corp                | Kuala Lumpur    |
| Khalil       | Legiteam Obstruxion                                         | Paris           |
| Mighty Jake  | Team Vinotinto / Formlesscorp / Flava & Spice / Chamos Crew | Maracaibo       |
| Kid Colombia | Hustle Kidz / Styles Confidential                           | Haia            |
| Amaro        | Lottaboyz                                                   | Roma            |

### 2022
Sede: Nova Iorque, (EUA)
Juízes: Sick (Gamblerz); Ayumi (Body Carnival); Jey (Legiteam Obstruxion); Fabgirl (BSB Girls) e; Kid Glyde (Dynamic Rockers)
| Name        | Crew                                             | City       |
| ----------- | ------------------------------------------------ | ---------- |
| Amir        | Predatorz                                        | Astana     |
| Wildchild   | Beast Mode Crew                                  | Mumbai     |
| Lee         | The Ruggeds                                      | Amsterdão  |
| Alvin       | Team Vinotinto / Formlesscorp                    | Caracas    |
| Quake       | City 4 / KGB crew / SightTeam                    | Taipei     |
| Yu-Ki       | Foundnation / Kyushu Danji / Kosé 8Rocks         | Fukuoka    |
| Victor      | MF Kidz / Backyard Funk / Squadron               | Orlando    |
| Marlone     | Immigrandz                                       | Nimes      |
| Lorenzo     | The Ruggeds / Fresh Allstars                     | Nederweert |
| Phil Wizard | United Rivals / Wizards / 7 Commandoz            | Vancouver  |
| Lil Zoo     | El Mouwahidin / Lhiba Kingzoo / Flying Steps     | Casablanca |
| Wigor       | Coolkidz Mob                                     | Varsóvia   |
| Illz        | Lionz of Zion / Ground Illusionz / United Rivals | Toronto    |
| Mighty Jimm | Black Out Crew                                   | Vergina    |
| Issin       | Body Carnival / Okayama Bboyz / Never Enough     | Okayama    |
| Mini Joe    | Speedy Angels / Team Vinotinto                   | Madrid     |
|             |                                                  |            |

### 2021
Sede: Gdańsk, Polônia
Juízes: Menno (Hustle Kidz / Deaf Dogs); Sarah Bee (Zamounda); Kleju (Polskee Flavour / Funky Masons); Beta (Ground Zero Crew / Heartbreakerz / MF Kidz) e; El Niño (Floorlords / Flava Squad / Squadron / Boogie Brats)
| Competidor  | Equipe / Crew                         | Cidade    |
| ----------- | ------------------------------------- | --------- |
| Shigekix    | KAKB / Bboy World Asia                | Osaka     |
| Zoopreme    | The Ruggeds / Lack of Crowns          | Copenhaga |
| Sunni       | Soul Mavericks / Breakin' Nest        | Londres   |
| Lagaet      | Momentum / The Ruggeds                | Paris     |
| Thomaz      | RockaFellaz Crew / Polskee Flavour    | Varsóvia  |
| Xak         | Arcopom / XVII Generation             | Madrid    |
| Tawfiq      | The Ruggeds                           | Amsterdão |
| Wild Jerry  | Nothing2Loose                         | Minsk     |
| Flea Rock   | The Street Masters / Skill Methodz    | Tampa     |
| Phil Wizard | United Rivals / Wizards / 7 Commandoz | Vancouver |
| Gun         | Illusion of Exist / Original People   | Moscou    |
| Bart        | Flying Steps / Tsunami All Stars      | Fortaleza |
| Nori        | Flooriorz / Take Notice               | Tóquio    |
| Amir        | Predatorz                             | Astana    |
| Lee         | The Ruggeds                           | Amsterdão |
| Johnny Fox  | XVII Generation                       | Barcelona |
|             |                                       |           |

### 2020
Sede: Salzburgo, Áustria
Juízes: Omar (Mighty Zulu Kingz); Movie One (Natural Moves); AT (Flow Mo); Lilou (Pockemon Crew) e; Ayumi (Body Carnival)
| Competidor  | Equipe / Crew                                | Cidade      |
| ----------- | -------------------------------------------- | ----------- |
| Killa Kolya | Simple System                                | Astana      |
| Lil Zoo     | El Mouwahidin / Lhiba Kingzoo / Flying Steps | Casablanca  |
| Pac Pac     | Bad Trip Crew / Tekken Crew                  | Lyon        |
| Vero        | Jinjo                                        | Seul        |
| Philip      | Phase II / Squadron                          | Los Angeles |
| Alkolil     | Original Breakers Circle                     | Kemerovo    |
| Kid Karam   | Smac 19                                      | Manchester  |
| Shigekix    | KAKB / Bboy World Asia                       | Osaka       |
|             |                                              |             |

### 2019
Sede: Mumbai, Índia
Juízes: Lil G (RedBull BCONE Allstar, Venezuela); Poe One (Style Elements, EUA); Narumi (Body Carnival, Japão); Intacto (Ruffneck, Ucrânia), e; Physicx (Rios, Coreia do Sul).
| Competidor      | Equipe / Crew                                                   | Cidade     |
| --------------- | --------------------------------------------------------------- | ---------- |
| Bart            | Estilo Perfeito / Passos Voadores                               |            |
| Besouro         | Nada a perder esquadrão                                         |            |
| Abelha          | Excepcional                                                     |            |
| Máquina voadora | Modo animal                                                     |            |
| Inebriante      | Artistreet                                                      |            |
| Khalil          | Obstrução Legítima                                              |            |
| Rocha Kazuki    | Carnaval do corpo                                               | Hiroshima  |
| Killa Kolya     | Sistema Simples                                                 | Astana     |
| Lil Zoo         | Equipe El Mouwahidin / Flying Steps / Red Bull Bc One All Stars | Casablanca |
| Menno           | Def Dogz / Hustle Kidz / Red Bull BC One All Stars              | Roterdã    |
| Rei Macaco      | Dream Runnerz                                                   |            |
| Nori            | Tomar conhecimento                                              |            |
| Onel            | Preço morto                                                     |            |
| Phil Wizard     | United Rivals / 7 Commandoz                                     |            |
| Robin           | 9 principais                                                    |            |
| Listras         | Desencadeado Flipside                                           |            |

### 2018
Sede: Zurique, Suíça
Juízes: Tuff Kid (Basel City Attack, Suíça); Wicket (Renegade Rockers, EUA); Taisuke (All Area / Mighty Zulu Kingz / RedBull BC One Allstars / Flooriorz, Japão); Benny (Flying Steps, Alemanha), e; Junior (Procurado, França)
| Competidor       | Equipe/ Crew                                   | Cidade           |
| ---------------- | ---------------------------------------------- | ---------------- |
| Chey             | Electro Duendes                                | Madri            |
| Cri6             | Tripulação El Mouwahidin                       |                  |
| Dr. Hill         | Disjuntores Unik                               | Cidade do México |
| Issei            | Nação encontrada                               | Tóquio           |
| Criança Colômbia | Hustle Kidz / Estilos Confidencial             | Haia             |
| Leony            | Amazon Bboy                                    | Belém            |
| Lil Kev          | vagabundos                                     | Chelles          |
| Lil Zoo          | Tripulação El Mouwahidin / Passos Voadores     | Casablanca       |
| Luís             | Skill Methodz / Esquadrão                      |                  |
| Lucas            | Estrelas do tsunami                            | São Paulo        |
| Nori             | O Flooriorz / Tome nota                        | Kawasaki         |
| Sunita           | Soul Mavericks / Breakin 'Nest                 | Londres          |
| O lobo           |                                                |                  |
| Rocha Uzee       | Tatanaka / H-Blast / Originalidade Stand Alone | Blagoveshchensk  |
| Verdadeiro       | Tripulação Jinjo                               | Seul             |
| Vencedor         | Esquadrão / MF Kidz                            | Orlando          |

### 2017
Sede: Amsterdã, Países Baixos
Juízes:
- Niek / Just Do It (Rugged Solutions, Países Baixos)
- Hong 10 (Drifterz, RedBull BC um Allstars, Coreia do Sul)
- Crazy Legs (Rock Steady Crew, EUA)
- InTact (Ataque Ruffneck, Ucrânia)
- AT (Flow Mo, Finlândia)

| Competidor    | Equipe / Crew                                      | Cidade      |
| ------------- | -------------------------------------------------- | ----------- |
| Álcool        | Círculo de disjuntores originais                   | Kemerovo    |
| Ayumi♀        | Carnaval do corpo                                  | Quioto      |
| Dany Dann     | 97X / Fase T                                       | Paris       |
| Issei         | Nação encontrada                                   | Tóquio      |
| Matar         | Tripulação Gamblerz / CAY                          | Ulsan       |
| Leony         | Amazon Bboy                                        | Belém       |
| Lil Zoo       | Lhiba Kingzoo                                      | Casablanca  |
| Céu luxurioso | Navios da tripulação                               |             |
| Menno         | Def Dogz / Hustle Kidz / Red Bull BC One All Stars | Roterdã     |
| Moy           | Libertar                                           | Houston     |
| Ratin         | Equipe Killa Rockers                               | Sertãozinho |
| Shane         | Hustle Kidz                                        | Amsterdã    |
| Shigekix      | Tripulação KAKB                                    | Osaka       |
| Tese          | Massive Monkees / Knuckleheads Cali                | Seattle     |
| Willy         | Passos Voadores                                    |             |
| Asa           | Jinjo Crew / 7Commandoz / Red Bull BC One All Star | Seul        |

### 2016
Sede: Nagoya, Japão
Juízes: Tempestade (Esquadrão de Batalha, Alemanha); Freeze (Ghost Crew, Suécia); Wicket (Renegade Rockers, EUA); Mounir (Vagabonds, França), e; Kouske (Kashiki Crew / Waseda Breakers, Japão).
| Competidor          | Equipe/ Crew                                                               | Cidade        |
| ------------------- | -------------------------------------------------------------------------- | ------------- |
| Ben Stacks          | Zoológico de Knucklehead / Super Cr3w                                      | Las Vegas     |
| Bruce Todo-Poderoso | Impulso                                                                    | Porta         |
| Cheeritus           | Ilusão de existir / EOS                                                    | Krasnoyarsk   |
| Foco                | Equipe Flow Mo                                                             | Helsinque     |
| Hong10              | Drifterz / Project Soul / Red Bull BC One All Star                         | Seul          |
| Issei               | Nação Encontrada / Kyusyu Danji                                            | Kurume        |
| Criança Colômbia    | Hustle Kidz                                                                | Tilburgo      |
| Kleju               | Maçons Funky / Sabor Polskee                                               | Cracóvia      |
| Kuzya               | Tripulação Breaknuts                                                       | Łódź          |
| Leony               | Amazon Bboy                                                                | Belém         |
| Neguin              | Tsunami All-Stars / Boogie Brats / Red Bull BC One All Star                | Brasília      |
| Nori                | O Flooriorz / Tome nota                                                    | Kawasaki      |
| Eu sei              | Força de fusão                                                             | Saint-Étienne |
| sunita              | Soul Mavericks / Breakin 'Nest                                             | Londres       |
| Taisuke             | Equipe All Area / Mighty Zulu Kingz / Red Bull BC One All Star / Flooriorz | Tóquio        |
| Vencedor            | Esquadrão / MF Kidz                                                        | Orlando       |
|                     |                                                                            |               |

### 2015
Sede: Roma, Itália
Juízes: Lamine (Vagabonds, França); Focus (Flow Mo, Finlândia); Cico (Spinkingz / Red Bull BC One All Stars, Itália); Wing (Red Bull BC One All Stars / 7 Commandoz / Jinjo, Coreia do Sul), e; Poe One (Zulu Kingz / Rock So Fresh / Style Elements, EUA)
| Competidor          | Equipe/ Crew                                              | Cidade        |
| ------------------- | --------------------------------------------------------- | ------------- |
| Álcool              | OBC                                                       | Kemerovo      |
| Bruce Todo-Poderoso | Impulso                                                   | Porta         |
| El Nino             | Floorlords / Esquadrão Flava / Boogie Bratz / O Esquadrão | Boston        |
| Issei               | Nação Encontrada / Kyusyu Danji                           | Kurume        |
| Karim               | Tripulação Rockforce                                      | Sacramento    |
| Kazuki Rok          | Carnaval do corpo                                         | Hiroshima     |
| Killa Kolya         | Sistema Simples                                           | Astana        |
| Leão                | Equipe da Mente de Fusão                                  | Uijeongbu     |
| Lil Zoo             | Lhiba Kingzoo                                             | Casablanca    |
| Menno               | Def Dogz / Hustle Kidz / Red Bull BC One All Stars        | Roterdã       |
| Naxos               | Força de fusão                                            | Saint-Étienne |
| Bolso               | manhã de coruja                                           | Seul          |
| Ratin               | Equipe Killa Rockers                                      | Sertãozinho   |
| sunita              | Soul Mavericks / Breakin 'Nest                            | Londres       |
| Thomaz              | Tripulação RockaFellaz / Sabor Polskee                    | Varsóvia      |
| Vencedor            | Esquadrão / MF Kidz                                       | Orlando       |

### 2014
Sede: Paris, França
Juízes: Yaman (Posse Procurado, França); Ken Swift (7 Gems, EUA); Luigi (Skill Methodz, EUA); The End (Jogador, Coreia do Sul), e; Yan (Tudo o mais, Rússia).
| Competidor | Equipe/ Crew                                                             | Cidade           |
| ---------- | ------------------------------------------------------------------------ | ---------------- |
| Álcool     | Predadorz                                                                | Kemerovo         |
| Benny      | Turno de quebra de mão                                                   | cidade do Cabo   |
| Loiro      | Tripulação Extrema / SKB                                                 | Sidney           |
| Cheeritus  | Ilusão de existir / EOS                                                  | Krasnoyarsk      |
| Gravidade  | 5 Dinastia de Tripulação / Descendentes Frescos                          | Nova york        |
| Hong10     | Drifterz / Project Soul / Red Bull BC One All Star                       | Seul             |
| Luan       | Turma do Funk Fockers                                                    | São Paulo        |
| Lilou      | Pockemon Crew / Red Bull BC One All Stars                                | Lyon             |
| Lil G      | Speedy Angel Family / Red Bull BC One All Stars                          | Caracas          |
| Menno      | Def Dogz / Hustle Kidz                                                   | Tilburgo         |
| Mounir     | vagabundos                                                               | Montpellier      |
| Taisuke    | Toda a tripulação da área / Mighty Zulu Kingz / Red Bull BC One All Star | Tóquio           |
| Tese       | Knuckleheadz Cali / Them Team / F2D                                      | Tucson / Seattle |
| Tonio      | Inestima / Sentimento Total                                              | Paris            |
| Vencedor   | Esquadrão / A Clique                                                     | Orlando          |
| Asa        | Jinjo Crew / Red Bull BC One All Star                                    | Seul             |

### 2013
Sede: Seul (Coreia do Sul).
Juízes: El Niño (Esquadrão, EUA); Lamine (Vagabonds, França); Poe One (Style Elements, EUA); Tempestade (Esquadrão de Batalha, Alemanha), e; Ducky (Projeto Soul, Coreia do Sul).
| Competidor       | Equipe/ Crew                                                             | Cidade        |
| ---------------- | ------------------------------------------------------------------------ | ------------- |
| Arex             | Tripulação Peligrosos                                                    | Medellín      |
| Congelado        | Bandidos                                                                 | Milão         |
| Gravidade        | 5 Dinastia da Tripulação                                                 | Nova york     |
| Hong10 (campeão) | Drifterz / Project Soul / Red Bull BC One All Star                       | Seul          |
| Lilou            | Pockemon Crew / Red Bull BC One All Star                                 | Lyon          |
| Lil Zoo          | Lhiba Kingzoo                                                            | Casablanca    |
| Menno            | Def Dogz / Hustle Kidz / Poderoso Zulu Kingz                             | Tilburgo      |
| Mounir           | vagabundos                                                               | Montpellier   |
| Neguin           | Tsunami All-Stars / Boogie Brats / Red Bull BC One All Star              | Brasília      |
| Nori             | O Flooriorz / Tome nota                                                  | Kawasaki      |
| Omar             | Jive Turkeys / Poderoso Zulu Kingz                                       | Santo António |
| Robin            | Nove melhores                                                            | Kiev          |
| Ronnie           | Força total / Super Cr3w / 7 Commandoz / Red Bull BC One All Star        | Las Vegas     |
| Roxrite          | Renegades / Break Disciples / Squadron / Red Bull BC One All Star        | San Diego     |
| Taisuke          | Toda a tripulação da área / Mighty Zulu Kingz / Red Bull BC One All Star | Tóquio        |
| Asa              | Jinjo Crew / Red Bull BC One All Star                                    | Seul          |

### 2012
Sede: Rio de Janeiro (Brasil).
Juízes: Neguin (Tsunami All Stars, Brasil); Taisuke (Toda a Equipe de Área, Japão); Moy (Havikoro, EUA); Niek / Just Do It (Rugged Solutions, Países Baixos), e; Tempestade (Esquadrão de Batalha, Alemanha).
| Competidor     | Equipe/ Crew                                                      | Cidade           |
| -------------- | ----------------------------------------------------------------- | ---------------- |
| Arex           | Tripulação Peligrosos                                             | Medellín         |
| Diferenciar    | GORJETA                                                           | Seul             |
| Tecla DOM      | Lionz de Sião                                                     | Filadélfia       |
| Exato          | PREDATORZ                                                         | Kemerovo         |
| Colina         | Disjuntores Unik                                                  | Cidade do México |
| Issei          | Fundação                                                          | Fukuoka          |
| Júnior         | Desejado                                                          | Paris            |
| Garoto David   | Renegados                                                         | São Francisco    |
| Klésio         | Nova velha escola                                                 | Brasília         |
| Lil Zoo        | Lhiba Kingzoo                                                     | Casablanca       |
| Mounir         | vagabundos                                                        | Montpellier      |
| Roxrite        | Renegades / Break Disciples / Squadron / Red Bull BC One All Star | San Diego        |
| Força baixinha | Mão Única                                                         | Seul             |
| eslavo         | Arte do coração                                                   | Stara Zagora     |
| sunita         | Soul Mavericks / Breakin 'Nest                                    | Bristol          |
| Victor Vicioso | MF Kidz / Funk de Quintal                                         | Orlando          |

### 2011
Sede: Moscou (Rússia)
Juízes: Bootuz (Predatorz, Rússia); Lamine (Vagabonds, França); Máquina (Killafornia / Mighty Zulu Kingz, EUA); Pelezinho (Tsunami All-Stars, Brasil), e; Wing (Jinjo Crew / 7 Commandoz, Coreia do Sul).
| Competidor         | Equipe/ Crew                                                             | Cidade          |
| ------------------ | ------------------------------------------------------------------------ | --------------- |
| 3T                 | Tripulação Dedo Grande                                                   | Hanói           |
| El Nino            | Floorlords / Esquadrão Flava / Boogie Brats / O Esquadrão                | Boston          |
| Buda Voador        | Top 9 / Poderoso Zulu Kingz                                              | São Pietroburgo |
| Hong10             | Drifterz / 7 Commandoz / Red Bull BC One All Star                        | Seul            |
| Lagaet             | Impulso                                                                  | Porto           |
| Lil G              | Família Speedy Angels / Red Bull BC One All Star                         | Caracas         |
| Morris             | Reis Caídos                                                              | Sacramento      |
| Mounir             | vagabundos                                                               | Raiva           |
| Neguin             | Tsunami All-Stars / Red Bull BC One All Star                             | Brasília        |
| Niek / Apenas faça | Soluções robustas                                                        | Eindhoven       |
| Roxrite            | Renegades / Break Disciples / Squadron / Red Bull BC One All Star        | São Francisco   |
| Salo               | Flying Legs Crew / Aborígenes da Venezuela                               | Maracai         |
| Eu sei             | Força de fusão                                                           | Saint-Étienne   |
| Taisuke            | Toda a tripulação da área / Mighty Zulu Kingz / Red Bull BC One All Star | Tóquio          |
| Verdadeiro         | Tripulação Jinjo                                                         | Seul            |
| Yan                | Todos os mais                                                            | Voe             |

### 2010
Sede: Tóquio (Japão).
Juízes: Luka Stojnić (Bboy Sintex / Bgd Crew / Floor Gangz / Renegades); (Belgrado, Sérvia) Born (Rivers Crew / Floor Gangz / Mighty Zulu Kingz / Flava Squad, Coreia do Sul); Tempestade (Berlim, Alemanha) Roxrite (Renegades / The Squadron, EUA), e; Lilou (Pockemon Crew, Argélia).
| Competidor  | Equipe/ Crew                                                             | Cidade            |
| ----------- | ------------------------------------------------------------------------ | ----------------- |
| Airdit      | Tripulação TNT                                                           | Oberhausen        |
| Fera        | Disjuntores TG                                                           | Seul              |
| Gravidade   | Rockers Dinâmicos / Dinastia de 5 Tripulação                             | Brooklyn          |
| Kapu        | Tripulação Amazon                                                        | Ananindeua        |
| Chavez      | Vagabundos / Original South Kingz                                        | Toulouse          |
| Matar       | Tripulação Gamblerz / CAY                                                | Ulsan             |
| Kleju       | Maçons Funky / Sabor Polskee                                             | Cracóvia          |
| Lil G       | Família Speedy Angels / Red Bull BC One All Star                         | Caracas           |
| Luís        | Método de Habilidadez                                                    |                   |
| Podre       | Obstrução Legítima                                                       | Saint-Cyr-l'École |
| Neguin      | Tsunami All-Stars / Red Bull BC One All Star                             | Brasília          |
| Apenas faça | Soluções robustas                                                        | Eindhoven         |
| Plutão      | Ataque Pescoço                                                           | Kiev              |
| Taisuke     | Toda a tripulação da área / Mighty Zulu Kingz / Red Bull BC One All Star | Tóquio            |
| Tese        | Knuckleheadz Cali / TheM Team / F2D                                      | Tucson / Seattle  |
| Toshiki     | Toda a tripulação da área / Poderoso Zulu Kingz                          | Yokohama          |

### 2009
Sede: Nova Iorque (Estados Unidos).
Juízes: Katsu (All Area Crew / Mighty Zulu Kingz, Japão); Salah (Vagabonds / Massive Monkees, França); Ronnie (Full Force / Super Cr3w / 7 Commandoz, EUA); Cico (Spinkingz, Itália), e; Float (Incredible Breakers, EUA).
| Competidor    | Equipe/Crew                                                               | Nacionalidade    |
| ------------- | ------------------------------------------------------------------------- | ---------------- |
| Lagaet        | Momentum                                                                  | Porto            |
| Flying Buddha | Top 9 / Mighty Zulu Kingz                                                 | Saint Petersburg |
| Kaku          | Mortal Combat / Cube                                                      | Osaka            |
| Lil G         | Speedy Angels / Super Cr3w / Team Vinotinto                               | Caracas          |
| Lilou         | Pockemon Crew                                                             | Lyon             |
| Menno         | Def Dogz / Hustle Kidz / Mighty Zulu Kingz                                | Tilburg          |
| Morris        | Fallen Kings / Rock Force                                                 | Sacramento       |
| Neguin        | Tsunami All-Stars / Super Cr3w                                            | Cascavel         |
| Punisher      | Alliance / Silent Trix                                                    | Annecy           |
| Thesis        | Knuckleheadz Cali / Massive Monkees / TheM Team / F2D / Fresh Descendants | Tucson/Seattle   |
| Wing          | Jinjo Crew / 7 Commandoz                                                  | Seoul            |
| Cloud         | Skill Methodz                                                             | Los Angeles      |
| Differ        | T.I.P / 7 Commandoz                                                       | Seoul            |
| Kolobok       | East Side Bboys                                                           | Artemovsk        |
| Lil Ceng      | Flying Steps Crew / Style Crax                                            | Saarbrücken      |
| Kid Glyde     | Dynamic Rockers                                                           | New York City    |

### 2008
Sede: Paris, França
Juízes: Ivan (EUA) Extremo (Addictos, Espanha); Hong 10 (Drifterz / 7 Commandoz, Coreia do Sul); Lilou (Pockemon Crew, Argélia), e; Tempestade (Esquadrão de Batalha, Alemanha).
| Competidor   | Equipe/ Crew                                                             | Cidade                |
| ------------ | ------------------------------------------------------------------------ | --------------------- |
| Baek         | Tripulação Extrema                                                       | Seul                  |
| Benny        | Turno de quebra de mão                                                   | cidade do Cabo        |
| Cico         | Spinkingz/Red Bull BC One All Star                                       | Veneza                |
| Apenas faça  | Soluções robustas                                                        | Eindhoven             |
| Garoto David | Renegados / O Esquadrão                                                  | São Francisco         |
| Kolobok      | Bboys da zona leste                                                      | Artëmovsk             |
| Lil Ceng     | Passos Voadores / Estilo Crax                                            | Saarbrücken           |
| Lil G        | Família Speedy Angels / Red Bull BC One All Star                         | Caracas               |
| Lil Kev      | Fase T                                                                   | Chelles               |
| Menno        | Def Dogz / Hustle Kids / Poderoso Zulu Kingz / 7 Commandoz               | Tilburgo              |
| Mounir       | vagabundos                                                               | Montpellier           |
| NASA         | Fresh Sox / Krayons quebrados / Poderoso Zulu Kingz                      | Melbourne             |
| Pelezinho    | Tsunami All-Stars / Red Bull BC One All Star                             | São José do Rio Preto |
| Ronnie       | Força total / Super Cr3w / 7 Commandoz / Red Bull BC One All Star        | Las Vegas             |
| Taisuke      | Toda a tripulação da área / Mighty Zulu Kingz / Red Bull BC One All Star | Tóquio                |
| Asa          | Equipe Jinjo / 7 Commandoz                                               | Seul                  |

### 2007
Para 2007, as eliminatórias foram realizadas em nove países diferentes: França, Japão, Alemanha, Brasil, África do Sul, Estados Unidos da América, Suécia, Taiwan e Rússia . Junto com os vencedores regionais, juntaram-se mais quatro wild cards e, também três melhores da edição de 2006. No entanto, dois dos disjuntores - Baek (Coreia), curinga e Just Do It (Países Baixos), que se classificou no evento alemão - se aposentaram devido lesão, sendo substituídos por Cico (Itália) e Jed (África do Sul).
Sede: Joanesburgo, África do Sul
Juízes: Speedy (Esquadrão de Batalha, Alemanha) Emile (Black Noise, África do Sul) Kazuhiro (King Ark, Japão) Kujo (Soul Control / Ill Abilities, EUA) Salah (Vagabonds / Massive Monkees, França).
| Competidor   | Equipe/ Crew                                                      | Cidade         |
| ------------ | ----------------------------------------------------------------- | -------------- |
| Hong 10      | Drifters & Project Soul / Red Bull BC One All Star                | Seul           |
| Ronnie       | Força total / Super Cr3w / 7 Commandoz / Red Bull BC One All Star | Las Vegas      |
| Roxrite      | Renegades / Break Disciples / Squadron / Red Bull BC One All Star | São Francisco  |
| Bêbado       | Ataque de ritmo                                                   | Hong Kong      |
| Bootuz       | Predadorz                                                         | Voe            |
| Marc Sombrio | Tripulação Fantasma                                               |                |
| Rapidez      | Estilos únicos                                                    |                |
| Benny        | Turno de quebra de mão                                            | cidade do Cabo |
| Daniel QDM   | Quebra de Movimento                                               | Brasília       |
| Taisuke      | Toda a tripulação da área / Red Bull BC One All Star              | Tóquio         |
| Sébastien    | Principal fonte                                                   | Paris          |
| Lilou        | Pockémon Crew / Red Bull BC One All Star                          | Lyon           |
| Twixx        | Monkees maciços                                                   | Ancoragem      |
| Ben-J        | Elementos loucos                                                  |                |
| Jed          | Ubuntu                                                            | cidade do Cabo |
| Cico         | Spinkingz/Red Bull BC One All Star                                | Veneza         |
| Apenas faça  | Soluções robustas                                                 | Eindhoven      |
| Baek         | Tripulação Extrema                                                | Seul           |

### 2006
Sede: São Paulo (Brasil)
Juízes: Tempestade (Esquadrão de Batalha, Alemanha) Rokafella (Full Circle / Transformers, EUA) Andrezinho (Discípulos do Ritmo, Brasil) Sonic (Efeitos Naturais, Dinamarca) Junior (Procurado, França)
| Competidor        | Equipe/ Crew                                                      | Cidade                |
| ----------------- | ----------------------------------------------------------------- | --------------------- |
| Alex              | A Combinação Perfeita                                             | Pucallpa              |
| Bootux            | Predadorz                                                         | Voe                   |
| Macaco Louco      | Fase T                                                            | Besançon              |
| Do-Knock          | Macacos de Batalha                                                |                       |
| Hong 10 (campeão) | Drifters & Project Soul / Red Bull BC One All Star                | Seul                  |
| Jed               | Ubuntu                                                            | cidade do Cabo        |
| Kaku              | Combate Mortal e Cubo                                             | Nishinomiya           |
| Lil Ceng          | Passos Voadores / Estilo Crax                                     | Saarbrücken           |
| Lilou             | Pockémon Crew / Red Bull BC One All Star                          | Lyon                  |
| Rato              | Soul Mavericks                                                    | Passagem              |
| Muxibinha         | DF Zulu Breakers                                                  | Brasília              |
| Pelezinho         | Tsunami All Stars / Red Bull BC One All Star                      | São José do Rio Preto |
| Ronnie            | Força total / Super Cr3w / 7 Commandoz / Red Bull BC One All Star | Las Vegas             |
| Roxrite           | Renegades / Break Disciples / Squadron / Red Bull BC One All Star | São Francisco         |
| Salo              | Flying Legs Crew / Aborígenes da Venezuela                        | Maracai               |
| O fim             | Gamblerz                                                          | Ulsan                 |

### 2005
Sede: Berlim, Alemanha
Juízes: Asia One (Rock Steady Crew, EUA); Ducky (Projeto Soul, Coreia do Sul) Poe One (Style Elements, EUA); Tempestade (Esquadrão de Batalha, Alemanha) David Colas (A Família, França).
| Competidor       | Equipe/ Crew                                                      | Cidade                |
| ---------------- | ----------------------------------------------------------------- | --------------------- |
| Lilou (campeão)  | Pockémon Crew / Red Bull BC One All Star                          | Lyon                  |
| Nascer           | Rivers Crew, Floor Gangz, Zulu Kings                              | Seul                  |
| Omar             | Jive Perus                                                        | Santo António         |
| Hong 10          | Drifters & Project Soul / Red Bull BC One All Star                | Seul                  |
| Jora             | 9 principais                                                      | São Pietroburgo       |
| Físico           | Tripulação dos Rios                                               | Seul                  |
| Benny            | Turno de quebra de mão                                            | cidade do Cabo        |
| Ronnie           | Força total / Super Cr3w / 7 Commandoz / Red Bull BC One All Star | Las Vegas             |
| Máquina          | Rockforce / Reis Zulu                                             | Sacramento            |
| Júnior           | Desejado                                                          | Paris                 |
| Brahim           | Pockémon Crew                                                     | Lyon                  |
| Moy              | Havikoro                                                          | Houston               |
| Cico             | Spinkingz/Red Bull BC One All Star                                | Veneza                |
| Pelezinho        | Tsunami All Stars / Red Bull BC One All Star                      | São José do Rio Preto |
| Legz de borracha | Bando de Batalha                                                  | Minden                |
| Sônico           | Efeitos naturais                                                  | Copenhague            |

### 2004
Sede: Biel, Suíça
Juízes: Benny (Flyng Steps, Alemanha) Lamine (Vagabonds, França) George (Wicked Force, Austrália) Asia One (Rock Steady Crew, EUA) Tuff Kid (Basel City Attack, Suíça).
| Competidor      | Equipe/ Crew                                                     | Cidade        |
| --------------- | ---------------------------------------------------------------- | ------------- |
| Wongo           | Ilusões                                                          |               |
| Lil Tim         | Rivers Crew, Floor Gangz, Zulu Kings                             |               |
| Macaco de Ferro | Tripulação Renegada                                              | São Francisco |
| Nuno            | Viagem profunda                                                  | Basileia      |
| Acordar         | Expressão                                                        | Seul          |
| Bebê            | Tripulação Marco Zero                                            | Você me ama   |
| KC              | B-Town Allstars                                                  | Berlim        |
| Por             | Armada Fantástica                                                | Paris         |
| Águia           | Expressão                                                        | Seul          |
| Júnior          | Desejado                                                         | Paris         |
| Extremo         | Viciados                                                         | Barcelona     |
| sônica          | Efeitos naturais                                                 | Copenhague    |
| Leão            | Rockin'Ataque                                                    | Stuttgart     |
| Ronnie          | Força total / Super Cr3w / 7 Commandoz / Red Bull BCOne All Star | Las Vegas     |
| Omar (campeão)  | Jive Perus                                                       | Santo António |
| Kouske          | Demolidores Waseda                                               |               |

## Estatísticas

### Classificação por batalhas ganhas
| Competidor Bboy                           | Vitórias | Títulos | Participações |
| ----------------------------------------- | -------- | ------- | ------------- |
| Hong 10                                   | 20       | 3       | 8             |
| Menno                                     | 15       | 3       | 7             |
| Victor                                    | 14       | 2       | 6             |
| Lilou                                     | 12       | 2       | 6             |
| Ronnie                                    | 12       | 1       | 6             |
| Lil Zoo                                   | 11       | 1       | 8             |
| Roxrite                                   | 11       | 1       | 5             |
| Wing                                      | 11       | 1       | 5             |
| Neguin                                    | 9        | 1       | 5             |
| Mounir                                    | 8        | 1       | 5             |
| Issei                                     | 7        | 1       | 5             |
| Shigekix                                  | 6        | 1       | 3             |
| Omar                                      | 5        | 1       | 3             |
| Amir                                      | 5        | 1       | 2             |
| Taisuke                                   | 9        | 0       | 7             |
| Alkolil                                   | 6        | 0       | 5             |
| Lil G                                     | 5        | 0       | 5             |
| Junior                                    | 5        | 0       | 3             |
| Luigi                                     | 5        | 0       | 2             |
| Bruce Almight                             | 5        | 0       | 2             |
| Pelezinho                                 | 4        | 0       | 3             |
| Morris                                    | 4        | 0       | 2             |
| Differ                                    | 4        | 0       | 2             |
| Dr. Hill                                  | 4        | 0       | 2             |
| Thesis                                    | 3        | 0       | 4             |
| Niek                                      | 3        | 0       | 3             |
| Killa Kolya                               | 3        | 0       | 3             |
| Sonic                                     | 3        | 0       | 2             |
| Phil Wizard                               | 3        | 0       | 2             |
| Bart                                      | 3        | 0       | 2             |
| Cloud                                     | 3        | 0       | 1             |
| Cico                                      | 2        | 0       | 3             |
| Lil Ceng                                  | 2        | 0       | 3             |
| Gravity                                   | 2        | 0       | 3             |
| Vero                                      | 2        | 0       | 3             |
| Kolobok                                   | 2        | 0       | 2             |
| El Nino                                   | 2        | 0       | 2             |
| Robin                                     | 2        | 0       | 2             |
| Cheerito                                  | 2        | 0       | 2             |
| Kazuki Rock                               | 2        | 0       | 2             |
| The End                                   | 2        | 0       | 1             |
| Pocket                                    | 2        | 0       | 1             |
| Lee                                       | 2        | 0       | 1             |
| Flea Rock                                 | 2        | 0       | 1             |
| Sunni                                     | 1        | 0       | 5             |
| Nori                                      | 1        | 0       | 5             |
| Benny                                     | 1        | 0       | 4             |
| Kaku                                      | 1        | 0       | 2             |
| Kid David                                 | 1        | 0       | 2             |
| Lil Kev                                   | 1        | 0       | 2             |
| Kill                                      | 1        | 0       | 2             |
| Babe                                      | 1        | 0       | 1             |
| By                                        | 1        | 0       | 1             |
| Iron Monkey                               | 1        | 0       | 1             |
| Wake Up                                   | 1        | 0       | 1             |
| Machine                                   | 1        | 0       | 1             |
| Muxibinha                                 | 1        | 0       | 1             |
| Mouse                                     | 1        | 0       | 1             |
| Spee-D                                    | 1        | 0       | 1             |
| Toshiki                                   | 1        | 0       | 1             |
| Marcio                                    | 1        | 0       | 1             |
| Airdit                                    | 1        | 0       | 1             |
| Pluto                                     | 1        | 0       | 1             |
| Yan                                       | 1        | 0       | 1             |
| Klesio                                    | 1        | 0       | 1             |
| The Wolfer                                | 1        | 0       | 1             |
| Uzee Rock                                 | 1        | 0       | 1             |
| Bumblebee                                 | 1        | 0       | 1             |
| Onel                                      | 1        | 0       | 1             |
| Beetle                                    | 1        | 0       | 1             |
| Tawfiq                                    | 1        | 0       | 1             |
| Zoopreme                                  | 1        | 0       | 1             |
| Leony                                     | 0        | 0       | 3             |
| Lagaet                                    | 0        | 0       | 3             |
| Moy                                       | 0        | 0       | 2             |
| Jed                                       | 0        | 0       | 2             |
| Salo                                      | 0        | 0       | 2             |
| Bootuz                                    | 0        | 0       | 2             |
| Fliyng buddha                             | 0        | 0       | 2             |
| Kleju                                     | 0        | 0       | 2             |
| Soso                                      | 0        | 0       | 2             |
| Arex                                      | 0        | 0       | 2             |
| Ratin                                     | 0        | 0       | 2             |
| Kid Colombia                              | 0        | 0       | 2             |
| Thomaz                                    | 0        | 0       | 2             |
| Allef                                     | 0        | 0       | 1             |
| Leo                                       | 0        | 0       | 1             |
| KC                                        | 0        | 0       | 1             |
| Extremo                                   | 0        | 0       | 1             |
| Lil'Tim                                   | 0        | 0       | 1             |
| Kousuke                                   | 0        | 0       | 1             |
| Eagle                                     | 0        | 0       | 1             |
| Wongo                                     | 0        | 0       | 1             |
| Nuno                                      | 0        | 0       | 1             |
| Phisicx                                   | 0        | 0       | 1             |
| Jora                                      | 0        | 0       | 1             |
| Born                                      | 0        | 0       | 1             |
| Brahim                                    | 0        | 0       | 1             |
| Rubber Legs                               | 0        | 0       | 1             |
| Do knock                                  | 0        | 0       | 1             |
| Crazy Monkey                              | 0        | 0       | 1             |
| Alex                                      | 0        | 0       | 1             |
| Daniel                                    | 0        | 0       | 1             |
| Spee-D                                    | 0        | 0       | 1             |
| Dark Marc                                 | 0        | 0       | 1             |
| Sébastien                                 | 0        | 0       | 1             |
| Drunk                                     | 0        | 0       | 1             |
| Ben-j                                     | 0        | 0       | 1             |
| Twixx                                     | 0        | 0       | 1             |
| Baek                                      | 0        | 0       | 1             |
| Nasa                                      | 0        | 0       | 1             |
| Kid Glyde                                 | 0        | 0       | 1             |
| Punisher                                  | 0        | 0       | 1             |
| Keyz                                      | 0        | 0       | 1             |
| Beast                                     | 0        | 0       | 1             |
| Kapu                                      | 0        | 0       | 1             |
| 3T                                        | 0        | 0       | 1             |
| Slav                                      | 0        | 0       | 1             |
| Shorty force                              | 0        | 0       | 1             |
| Domkey                                    | 0        | 0       | 1             |
| Froz                                      | 0        | 0       | 1             |
| Blond                                     | 0        | 0       | 1             |
| Luan                                      | 0        | 0       | 1             |
| Tonio                                     | 0        | 0       | 1             |
| Kareem                                    | 0        | 0       | 1             |
| Leon                                      | 0        | 0       | 1             |
| Nasso                                     | 0        | 0       | 1             |
| Focus                                     | 0        | 0       | 1             |
| Benstacks                                 | 0        | 0       | 1             |
| Kuzia                                     | 0        | 0       | 1             |
| Shane                                     | 0        | 0       | 1             |
| Willy                                     | 0        | 0       | 1             |
| Dany                                      | 0        | 0       | 1             |
| Lussy Sky                                 | 0        | 0       | 1             |
| Luka                                      | 0        | 0       | 1             |
| Cri6                                      | 0        | 0       | 1             |
| Chey                                      | 0        | 0       | 1             |
| Stripes                                   | 0        | 0       | 1             |
| Heady                                     | 0        | 0       | 1             |
| Khalil                                    | 0        | 0       | 1             |
| Predefinição:Country data TAI Monkey King | 0        | 0       | 1             |
| Flying Machine                            | 0        | 0       | 1             |
| Kid Karam                                 | 0        | 0       | 1             |
| Philip                                    | 0        | 0       | 1             |
| Pac Pac                                   | 0        | 0       | 1             |
| Gun                                       | 0        | 0       | 1             |
| Xak                                       | 0        | 0       | 1             |
| Wild Jerry                                | 0        | 0       | 1             |
| Johnny Fox                                | 0        | 0       | 1             |

| Competidor B-girl | Vitórias | Títulos | Participações |
| ----------------- | -------- | ------- | ------------- |
| Ami               | 10       | 2       | 3             |
| India             | 10       | 2       | 3             |
| Kastet            | 9        | 2       | 4             |
| Logistix          | 8        | 1       | 4             |
| Ayumi             | 6        | 0       | 4             |
| Nicka             | 5        | 0       | 2             |
| 671               | 5        | 0       | 2             |
| San Andrea        | 4        | 0       | 3             |
| Vavi              | 3        | 0       | 1             |
| Jilou             | 2        | 0       | 2             |
| MadMax            | 2        | 0       | 2             |
| Narumi            | 2        | 0       | 1             |
| Mimz              | 2        | 0       | 1             |
| Nadia             | 2        | 0       | 1             |
| Sarah bee         | 1        | 0       | 2             |
| Sunny             | 1        | 0       | 2             |
| Yell              | 1        | 0       | 2             |
| Sidi              | 1        | 0       | 2             |
| Paulina           | 1        | 0       | 2             |
| Roxy              | 1        | 0       | 1             |
| Kate              | 1        | 0       | 1             |
| Estrela           | 1        | 0       | 1             |
| Ayane             | 1        | 0       | 1             |
| Ram               | 1        | 0       | 1             |
| Mess              | 0        | 0       | 3             |
| Luma              | 0        | 0       | 2             |
| Maia              | 0        | 0       | 1             |
| AT                | 0        | 0       | 1             |
| JK47              | 0        | 0       | 1             |
| Primary Soul      | 0        | 0       | 1             |
| Mini Japa         | 0        | 0       | 1             |
| Sayora            | 0        | 0       | 1             |
| Fen Qi            | 0        | 0       | 1             |
| Alessandrina      | 0        | 0       | 1             |
| Ramona            | 0        | 0       | 1             |
| Sina              | 0        | 0       | 1             |
| Kami              | 0        | 0       | 1             |
| Fanny             | 0        | 0       | 1             |
| Carito            | 0        | 0       | 1             |
| Stefani           | 0        | 0       | 1             |